# جوينيث لويس
جوينيث لويس (بالإنجليزية: Gwyneth Lewis) (و. 1959  م) هي شاعرة، وكاتِبة من المملكة المتحدة، وويلز، ولدت في كارديف، هي عضوةٌ في الجمعية الملكية للأدب.

## التعليم
تعلمت في كلية باليول بجامعة اوكسفورد، وجامعة كولومبيا، وجامعة هارفارد، وكلية غريتون.

## جوائز
حصلت على جوائز منها:
- جائزة المنافسة العامة [الإنجليزية]‏ (1946)
- قائد الفنون والآداب